# Joko Widodo
Joko Widodo (Surakarta; 21 de junio de 1961) es un político y empresario indonesio que se desempeñó como el séptimo presidente de Indonesia de 2014 a 2024, y también el primer presidente del país que no surgió de la élite política o militar del país. Anteriormente fue gobernador de Yakarta de 2012 a 2014 y alcalde de Surakarta de 2005 a 2012.

## Trayectoria

### Candidatura presidencial de 2014

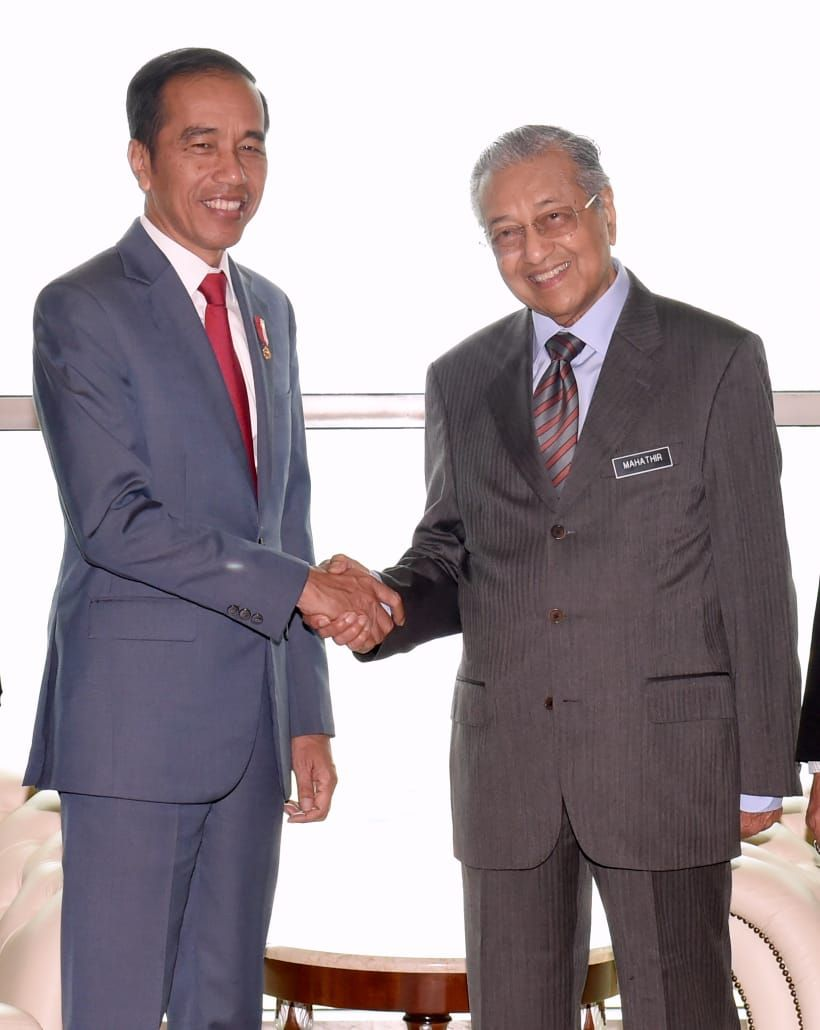
Jokowi junto a primer ministro de Malasia Mahathir Mohamad (9 de agosto de 2019)

Joko Widodo, alias Jokowi, fue nominado por su partido, el Partido Democrático Indonesio-Lucha, para ejecutar en las elecciones para gobernador de Yakarta de 2012 con Basuki Tjahaja Purnama como su compañero de fórmula. Jokowi fue elegido gobernador de Yakarta el 20 de septiembre de 2012, después de una segunda elección de desempate, ronda en la que derrotó al entonces gobernador Fauzi Bowo. La victoria de Jokowi fue ampliamente vista como el apoyo de los votantes populares hacia los nuevos líderes en comparación con el estilo antiguo de la política en Indonesia.
La popularidad de Jokowi en toda Indonesia aumentó considerablemente después de su elección a la posición de alto perfil de gobernador de Yakarta. Durante 2013 y principios de 2014 fue visto cada vez más como un potencial candidato para la elección presidencial de Indonesia.

## Presidencia de Indonesia
Disuelve algunas organizaciones islamistas con una amenaza terrorista como el Hizb ut-Tahrir. A cambio, estos grupos denuncian lo que perciben como la "creciente influencia del comunismo" en Indonesia.

### Políticas
El gobierno está desarrollando algunas medidas sociales, como la expansión del seguro de salud y del sistema de pensiones. Las subvenciones al consumo, que absorbieron el 20% del gasto presupuestario y beneficiaron principalmente a los más ricos, se reducen en algunos casos. El precio de la electricidad se revaloriza al alza, pero se introducen tarifas bajas para los más modestos.
Independiente de los círculos vinculados al antiguo régimen de Suharto y minoritario en el Parlamento, su margen de maniobra es estrecho y lo expone a presiones. Sus numerosos compromisos con la oposición conservadora reducen claramente su popularidad entre los militantes de izquierda y los sindicatos indonesios.
Aunque prohibió las importaciones de mineral en bruto poco después de su llegada a la presidencia para obligar a las multinacionales a desarrollar la industria en Indonesia, esta prohibición fue finalmente levantada bajo la presión del ejército y de los principales grupos, cuyos intereses a menudo estaban vinculados. Por otro lado, hace que el Estado readquiera el 51% de las acciones de la filial indonesia de la multinacional norteamericana Freeport-McMoRan, que posee enormes yacimientos de oro y cobre, pero cuyos ingresos no benefician a Indonesia. Este último, denunciando un "despojo", movilizó para defender sus intereses a muchos empresarios y políticos norteamericanos, incluyendo al vicepresidente Mike Pence, quien criticó abiertamente a Joko Widodo.

### Reubicación de la capital
Decidió reubicar la capital fuera de Yakarta ya que la ciudad estaba amenazada por el aumento del nivel del mar debido al calentamiento global y al bombeo excesivo de aguas subterráneas. Según Nicolas Heeren, responsable asociativo : "Las autoridades indonesias han tomado conciencia del problema comprometiéndose en un vasto programa de protección y desarrollo del área metropolitana y de la bahía de Yakarta, con el fin de oponerse a la elevación del nivel del mar. Excepto que el crecimiento demográfico y económico continúa. Esto se refleja en el proyecto de construcción de pólder (terrenos artificiales recuperados del agua), que debería permitir que el crecimiento urbano continúe en las próximas décadas. Es un proyecto urbano gigantesco, pero se está haciendo a expensas de los pequeños pescadores. Y del medio ambiente"
Decreta una moratoria sobre la extensión de las plantaciones de palma aceitera, que han causado una deforestación generalizada.

## Familia y vida personal
Jokowi se casó con su esposa Iriana en 1986. La pareja tiene dos hijos y una hija. Jokowi tiene dos nietos, nacidos en 2016 y 2018 de su hijo Gibran y su hija Kahiyang, respectivamente.
En junio de 2013, se estrenó una película titulada Jokowi, que representa la infancia y juventud de Jokowi. Expresó algunas objeciones a la película diciendo que sentía que su vida había sido simple y que no era digno de ser adaptado a una película.

### Interés por la música rock
Según The Economist, Jokowi "tiene una alta inclinación por la música rock" y poseía un bajo firmado por Robert Trujillo de la banda de heavy metal Metallica. También es fanático de Lamb of God, Led Zeppelin y Napalm Death.
En noviembre de 2017, el primer ministro danés, Lars Løkke Rasmussen, quien se encontraba en una visita oficial a Yakarta, le dio a Jokowi una caja de vinilo Metallica Master of Puppets, como regalo diplomático. Fue firmado por el baterista y cofundador de la banda, Lars Ulrich, un danés nativo.